# Eucrosia calendulina
Eucrosia calendulina là một loài thực vật có hoa trong họ Amaryllidaceae. Loài này được Meerow & Sagást. mô tả khoa học đầu tiên năm 1997.